# André Lanly
André Lanly (* 20. März 1911 in Chirac-Bellevue, Département Corrèze; † 3. Juni 2007 in Paris) war ein französischer Romanist, Sprachwissenschaftler und Literaturwissenschaftler.

## Leben und Werk
Lanly wuchs als Dialektsprecher auf, absolvierte das Gymnasium in Tulle, studierte in Clermont-Ferrand und war Gymnasiallehrer und später hoher Beamter der Schul- und Universitätsverwaltung in Marokko, Tunesien und Algerien. Er habilitierte sich 1961 in Paris bei Gérald Antoine (der vorher in Clermont-Ferrand gelehrt hatte) mit den beiden Thèses Le français d'Afrique du Nord (Algérie-Maroc). Etude linguistique (Paris 1962, 1970, 1994, 2003) und Enquête linguistique sur le Plateau d'Ussel (Paris 1962). Er lehrte zuerst an der Universität Algier, ab 1962 an der Universität Nancy.

## Weitere Werke
- (Hrsg. und Übersetzer) Villon, Œuvres, 2 Bde., Paris 1969, 1978, 1992 (in modernem Französisch)
- (Übersetzer) Le Couronnement de Louis. Chanson de geste du XIIe siècle, Paris 1969, 1983
- (Hrsg. und Übersetzer) Guillaume de Lorris et Jean de Meung, Le Roman de la Rose, 5 Bde., Paris 1971–1976, 1977, 1982
- Fiches de philologie française, Paris/Montreal 1971, 1978, 1984
- (Hrsg.) Mauriac, Thérèse Desqueyroux. Extraits, Paris 1973
- (Hrsg.) Mauriac, Génitrix. Extraits, Paris 1975
- Morphologie historique des verbes français. Notions générales, conjugaisons régulières, verbes irréguliers, Paris 1977, 1995, 2002
- (Hrsg. und Übersetzer) Montaigne, Essais, 3 Bde., Paris/Genf 1987, Paris 1989, Paris 2009 (Quarto)
- (Übersetzer) François Grabié, Poésies patoises, hrsg. von François Delooz, Paris 1984
- Dictionnaire limousin-français du parler de Chirac et de la Haute-Corrèze, Tulle 2004
- Confidences étymologiques, Nancy 2005